# László Tőkés

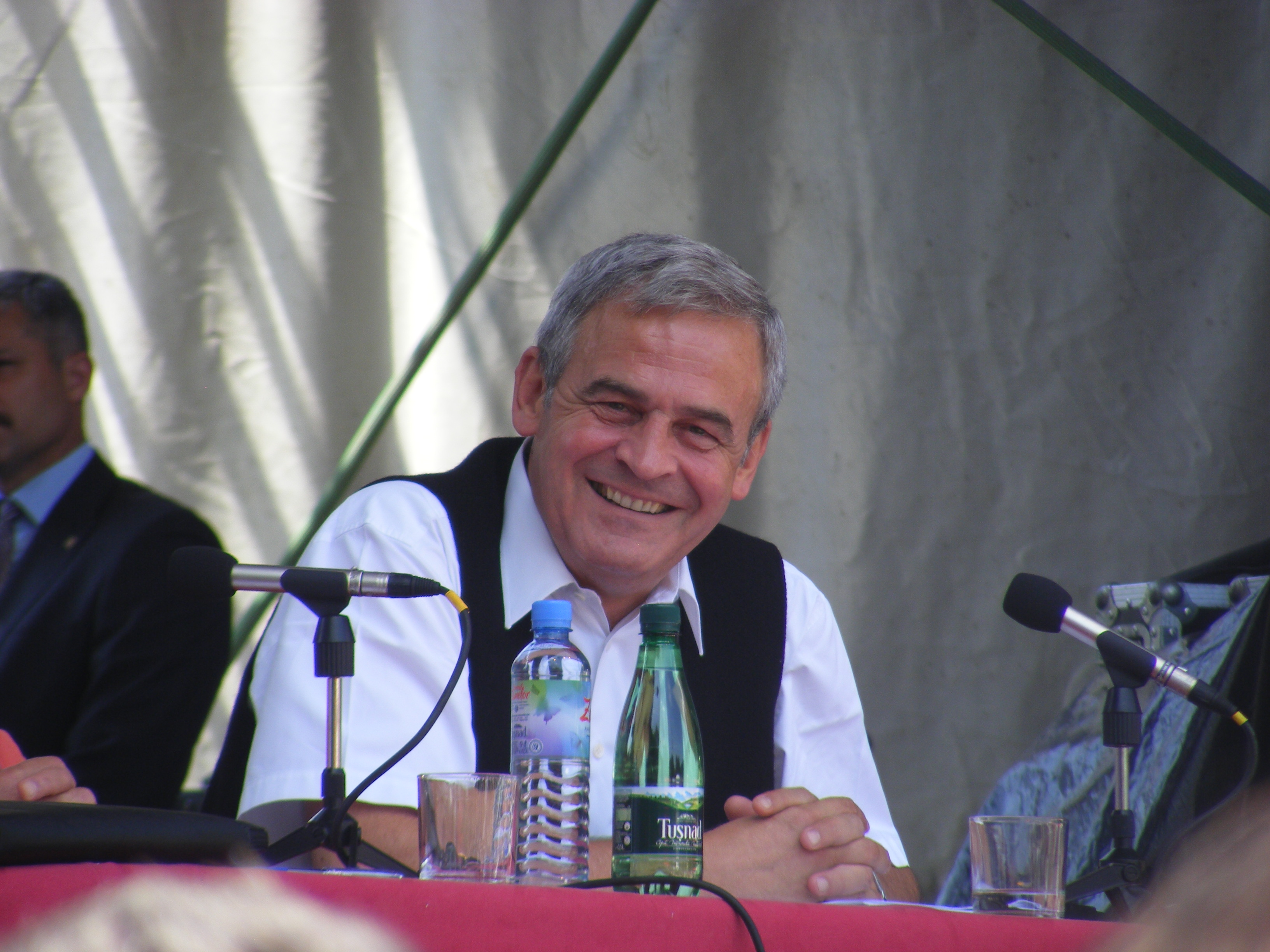
László Tőkés, 2010

László Tőkés (* 1. April 1952 in Cluj) ist ein Angehöriger der ungarischen Minderheit in Rumänien und evangelisch-reformierter Geistlicher, der als Auslöser für die rumänische Revolution gilt. Er ist emeritierter Bischof der Ungarischen Reformierten Kirche und Präsident des Ungarischen Nationalrates in Siebenbürgen. Derzeit ist er Mitglied des Europäischen Parlaments für die Demokratische Union der Ungarn in Rumänien (UDMR).

## Ein Pfarrer als Dissident
Im Sommer 1988 organisierte er den Widerstand von ungarischen reformierten Pfarrern gegen das Systematisierungsprogramm von Nicolae Ceaușescu, wodurch die Aufmerksamkeit des Geheimdienstes Securitate geweckt wurde. Nachdem sich der Geheimdienst der Durchführung eines Kulturfestivals im Oktober 1988 widersetzt hatte, das gemeinsam mit der römisch-katholischen Kirche in Temeswar organisiert wurde, untersagte Bischof László Papp sämtliche Jugendaktivitäten in der Region Oradea (zu der Timișoara gehört). Trotzdem arbeitete Tőkés mit dem Bischof der Rumänisch-Orthodoxen Kirche bei einem anderen Festival im Frühling 1989 zusammen.
Am 31. März 1989 befahl Papp Tőkés, die Predigten in Timișoara einzustellen und in das abgelegene Dorf Mineu (ungarisch: Menyő) im Kreis Sălaj umzuziehen. Tőkés widersetzte sich diesem Befehl und seine Gemeinde unterstützte ihn. Der Bischof zog vor Gericht, um ihn zur Räumung seines Pfarrhauses zu zwingen. Obwohl sein Elektrizitätsanschluss abgestellt wurde, blieben seine Gemeindemitglieder weiterhin auf seiner Seite. Einer von ihnen, Ernő Ujvárossy, wurde am 14. September in einem Wald außerhalb von Timișoara ermordet aufgefunden, und Tőkés’ Vater wurde für kurze Zeit verhaftet.
Im September 1989 äußerte sich Tőkés im ungarischen Staatsfernsehen regimekritisch über Ceaușescu und seine Herrschaft. Auf „Schleichwegen“ gelangte eine Videobotschaft nach Budapest und wurde von dort ausgestrahlt. Das ungarische Staatsfernsehen konnte damals im Westen Rumäniens mit Hilfe von Fernsehantennen relativ problemlos empfangen werden. So wurde ein Teil der Bevölkerung informiert.
Am 20. Oktober desselben Jahres sollte Tőkés zwangsumgesiedelt werden. Der damalige Bürgermeister von Timișoara, Petru Moț, konnte jedoch die Zwangsumsiedlung nicht vollziehen. Gläubige Ungarn, aber auch Deutsche, Serben und Rumänen, darunter vor allem Jugendliche, hielten Mahnwachen vor seinem Haus. Die gespannte Lage erreichte ihren Höhepunkt zwischen dem 15. und 17. Dezember, als Militär, Polizei und Geheimdienst versuchten, die Menschenmenge – auch mit Schüssen – zu vertreiben. Über die Zahl der Todesopfer gibt es widersprüchliche Angaben. Auf Befehl von Elena Ceaușescu wurden 40 Tote in Lastwagen nach Bukarest gefahren und eingeäschert, um die Identifikation der Leichen unmöglich zu machen. Am 18. Dezember nahmen Zehntausende von Industriearbeitern in Timișoara den gewaltlosen Widerstand auf, bis zum 20. Dezember war die ganze Stadt in Aufruhr.

## Politische Laufbahn
Bei der in Rumänien am 25. November 2007 stattgefundenen Europawahl trat Tőkés als unabhängiger Kandidat an. Ihm gelang mit einem Stimmenanteil von 3,44 % der Einzug ins Europäische Parlament. Er schloss sich dort der Fraktion Die Grünen/Europäische Freie Allianz an. Für die Europawahl in Rumänien 2009 war László Tőkés Spitzenkandidat für die Demokratische Union der Ungarn in Rumänien, wodurch ihm der Wiedereinzug ins EU-Parlament gelang. Im EU-Parlament ist diese Partei Teil der Fraktion der Europäischen Volkspartei, in der er Mitglied des Vorstandes ist.
Er ist Mitglied im Ausschuss für Kultur und Bildung, im Unterausschuss Menschenrechte und in der Delegation für die Beziehungen zu Albanien, Bosnien und Herzegowina, Serbien, Montenegro sowie Kosovo.
Als Stellvertreter ist er im Ausschuss für auswärtige Angelegenheiten und in der Delegation für die Beziehungen zu den Vereinigten Staaten.
Am 15. Juni 2010 wurde Tőkés zum Vizepräsidenten des Parlaments gewählt, nachdem einer der vorigen Vizepräsidenten, Pál Schmitt, aus dem Parlament ausgeschieden war. Tőkés hatte dabei vor allem die Unterstützung der kurz zuvor gewählten ungarischen Regierung unter Viktor Orbán, seine Wahl stieß jedoch auf heftige Kritik von Seiten von Abgeordneten der rumänischen nationalistischen Partei PRM.
Im Dezember 2010 beschloss der Nationalrat der Ungarn in Siebenbürgen (CNMT) unter dem Vorsitz von László Tőkés die Gründung der neuen Volkspartei der Ungarn in Siebenbürgen (rumänisch Partidul Popular al Maghiarilor din Ardeal (PPMA), ungarisch Erdélyi Magyar Néppart), deren Registrierung am 5. Mai 2011 in Bukarest beantragt wurde und durch Entscheid des dortigen Appellationsgericht am 15. September 2011 in das rumänische Parteienregister eingetragen wurde. Obwohl Tőkés nicht auf der Liste der Gründungsmitglieder erwähnt wird, gilt er trotzdem als Führer der neuen Partei, die auch Partei des László Tőkés genannt wird. Die Partei fordert die territoriale Autonomie für das Szeklerland und wird vom Ministerpräsidenten Ungarns, Viktor Orbán, unterstützt.
Bei der in Ungarn am 25. Mai 2014 stattgefundenen Europawahl wurde Tőkés vom Ministerpräsidenten Ungarns, Viktor Orbán, unterstützt und trat als FIDESZ-Kandidat an.

## Ehrungen
- Großkreuz des Verdienstordens der Republik Ungarn (1999)
- Preis „Fidelitate“ (Ungarn, 1999)
- Großer Leopold-Kunschak-Preis (Österreich, 1998)
- Minderheitenpreis des CIEMEN-Zentrums von Katalonien (Barcelona, Spanien, 1996)
- Auszeichnung „Ungarisches Erbe“ (Ungarn, 1996)
- Bocskay-Preis (Ungarn, 1995)
- Preis „Pro Fide“ (Finnland, 1993)
- Mitglied des Johanniterordens (1993)
- Mitglied des Europäischen Ehrensenats (1992)
- Geuzenpenning-Preis (Holland, 1991)
- Doctor Honoris Causa der Universität Hope College (Holland, Michigan, USA, 1991)
- Doctor Honoris Causa der Reformierten Theologischen Akademie Debrecen (Ungarn, 1990)
- Doctor Honoris Causa der Regent-Universität (Virginia Beach, USA, 1990)
- Four Freedoms Award, in der Kategorie Religionsfreiheit (Niederlande, 1990)
- Nominiert für den Nobelpreis (1990)
- Bethlen-Gábor-Preis (Ungarn, 1990)
- Berzsenyi-Preis (Ungarn, 1989)
- Ehrenbürger der Städte Sárospatak (Ungarn) und Odorheiu Secuiesc (Rumänien) sowie der Stadtteile V und XI von Budapest (Ungarn)
- Ritter des Sterns von Rumänien (2009, aberkannt 2016)